# Klimakabinett

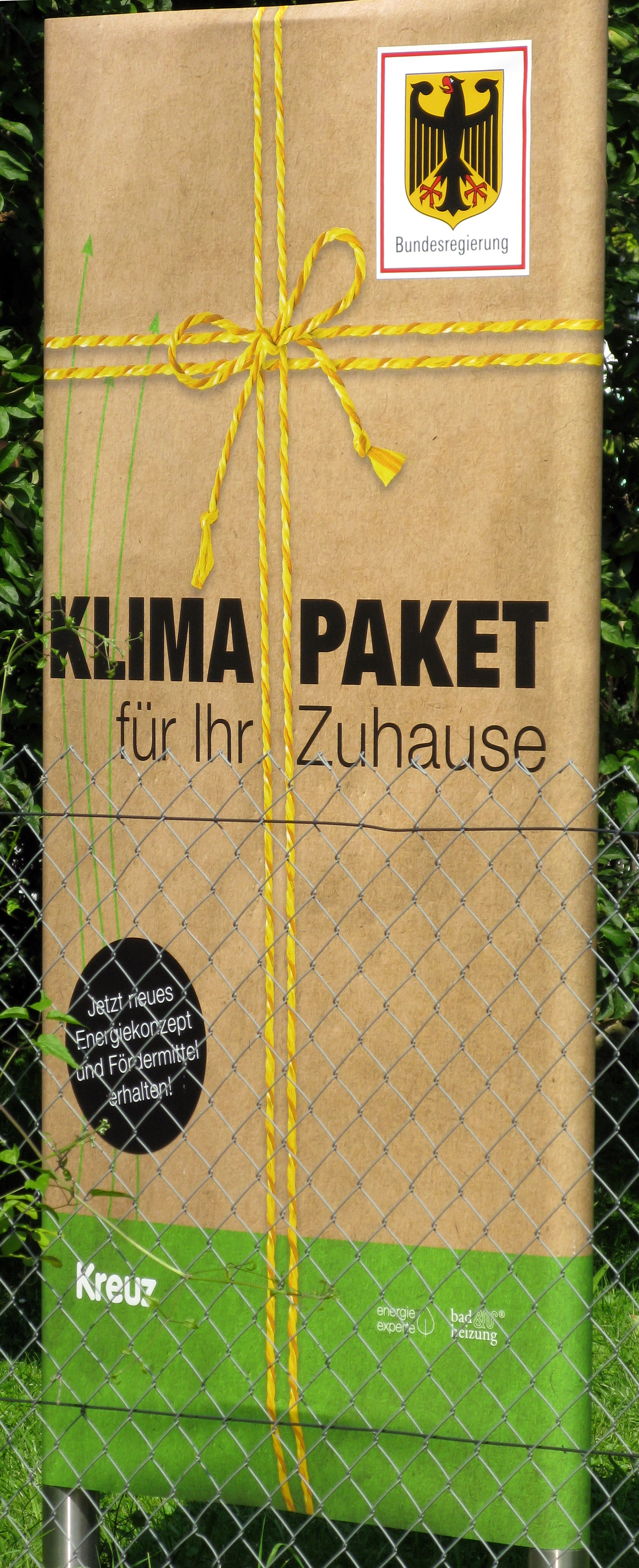
Werbung für das Klimapaket der Bundesregierung

Das Klimakabinett, auch „Kabinettsausschuss Klimaschutz“, war ein am 20. März 2019 von der deutschen Bundesregierung (Kabinett Merkel IV) eingesetzter Ausschuss. Er sollte gewährleisten, dass in Deutschland der Klimaschutzplan 2050 aus dem Jahr 2016 umgesetzt wird und im ersten Schritt die Klimaschutzziele 2030 eingehalten werden. Im September 2019 legte das Kabinett mit dem sogenannten Klimapaket diesbezüglich Pläne vor, die insbesondere unter Wissenschaftlern auf starke Kritik stießen.

## Mitglieder
Das Klimakabinett bestand aus der Bundeskanzlerin Angela Merkel und den sechs Bundesministern Svenja Schulze (Umwelt), Olaf Scholz (Finanzen), Peter Altmaier (Wirtschaft), Horst Seehofer (Bau), Andreas Scheuer (Verkehr) und Julia Klöckner (Agrar). Zudem gehörten dem Ausschuss der Kanzleramtschef Helge Braun und der Staatssekretär und Regierungssprecher Steffen Seibert an.

## Beschlüsse vom 20. September 2019

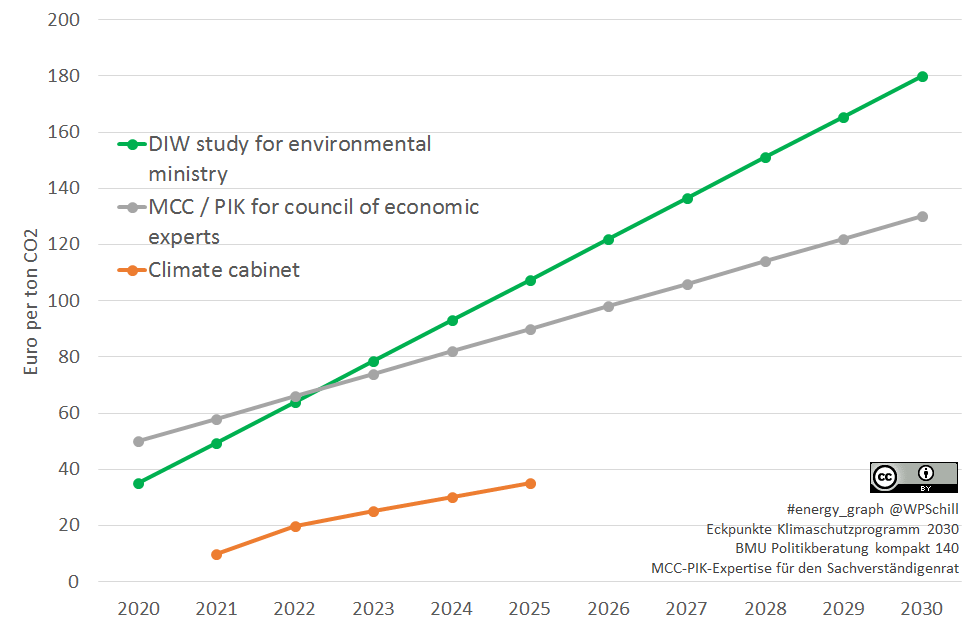
Vergleich des beschlossenen CO_{2}-Preises (orange) mit den wissenschaftlichen Empfehlungen für das Umweltministerium (grün) bzw. den Sachverständigenrat für Wirtschaft (grau)

Nach drei Sitzungen wurde eine vierte für den 20. September anberaumt. Die darauf folgenden Entscheidungen betrafen Förderprogramme, neue Vorgaben und einen Preis für das Treibhausgas CO2 in Deutschland.
Zum Maßnahmenbündel des Klimakabinetts zählte ein CO2-Preis in Höhe von 10 Euro pro Tonne CO2 ab 2021. Dieser lag somit deutlich niedriger als der in anderen Staaten eingeführte Preis (z. B. Schweiz: 80 Euro pro Tonne, Schweden: 115 Euro pro Tonne). In zukünftigen Legislaturperioden soll dieser dann bis auf 35 Euro pro Tonne im Jahr 2025 ansteigen. Ab 2026 soll ein nationaler Emissionshandel mit einem Mindestpreis von 35 Euro und einem Höchstpreis von 60 Euro pro Tonne CO2 eingeführt werden. Für die Zeit ab 2027 kann der Preiskorridor angepasst werden oder auch ganz entfallen. Zudem steigt die Pendlerpauschale, wodurch ein Preisanstieg beim Benzin wieder ausgeglichen werden soll. Bahnfahren soll durch eine Absenkung der Mehrwertsteuer auf den ermäßigten Satz von 7 % verbilligt werden, was durch eine entsprechende Erhöhung der Luftverkehrsabgabe finanziert werden soll. Ein Teil der Einnahmen aus der CO2-Bepreisung soll für eine Absenkung des Strompreises um 0,25 bis 0,625 Eurocent pro kWh verwendet werden. Ferner enthält das Maßnahmenbündel diverse Einzelmaßnahmen (insgesamt 65) zu den Sektoren Gebäude, Verkehr, Land- und Forstwirtschaft, Industrie, Energie- und Abfallwirtschaft sowie einige sektorenübergreifende Maßnahmen. Das Klimakabinett sollte zukünftig unbefristet eingesetzt bleiben und jährlich die Wirksamkeit der eingeleiteten Maßnahmen überprüfen. Dabei wollte sich die Bundesregierung von einem Expertenrat für Klimafragen (Klimarat) begleiten lassen.
Ursprünglich war geplant, dass jedes einzelne Ministerium die konkreten Einsparungen von Treibhausgasen der vorgeschlagenen Klimaschutzmaßnahmen für das Gesamtpaket auflistet, welche daraufhin von sogenannten „Kreuzgutachtern“ auf ihre Tauglichkeit für den Klimaschutz überprüft werden sollten. Im Laufe der Verhandlungen wurden jedoch alle entsprechenden Zahlen sowohl der Einzelvorschläge als auch des Gesamtpaketes aus dem später vorgelegten Klimaschutzprogramm entfernt. Damit ist es laut Süddeutscher Zeitung nicht mehr möglich, sowohl die Klimaschutzwirkung einzelner Maßnahmen nachzuprüfen als auch, ob das Klimaschutzpaket insgesamt die für das Klimaziel 2030 nötige Emissionsreduktion erzielen kann.
Anfang Oktober wurde bekannt, dass die am 20. September vereinbarten Pläne für das Klimaschutzgesetz auf Betreiben der Unionsfraktion kurz vor dem Einbringen in den Bundestag noch weiter abgeschwächt worden waren: Im neuen Referentenentwurf wurde das nationale CO2-Einsparziel für 2040 entfernt und das zugesagte Erreichen der Klimaneutralität für Deutschland bis 2050 abgeschwächt und durch eine unverbindlichere Formulierung ersetzt. Aufgeweicht wurden auch die Kontrollmechanismen, die sicherstellen sollen, dass Deutschland die Ziele auch tatsächlich erreicht. So soll der Expertenrat kein jährliches Hauptgutachten mehr erstellen, in dem die von der Regierung durchgeführten Maßnahmen auf Wirksamkeit geprüft werden. Auch darf der Expertenrat entgegen der ursprünglichen Fassung keine Vorschläge mehr machen, wenn Ministerien ihre CO2-Einsparziele zu verfehlen drohen. Ebenso soll die Regierung ohne Zustimmung des Bundesrats Emissionsmengen zwischen einzelnen Sektoren ändern können. Es soll ebenso möglich sein, verfehlte Klimaziele in die Zukunft zu übertragen.
Auf Kritik stieß nicht zuletzt die Aufweichung der Kontrollmechanismen, die die Einhaltung der Klimaziele garantieren sollen. Diese Mechanismen hatte die Regierung bei Vorstellung des Rahmenpakets im September als größten Erfolg ihrer Einigung dargestellt. Auch der als Kontrolle dienende Expertenrat ist von der Aufweichung betroffen: In ihm sollen nur noch zwei der fünf Mitglieder tatsächlich Klimaexperten sein.

### Analysen
Eine Studie des Deutschen Instituts für Wirtschaftsforschung in Berlin (DIW) kam zu dem Schluss, dass der CO2-Preispfad nicht ausreiche, um die Klimaziele in den Sektoren Verkehr und Gebäude zu erreichen und die untersuchten Maßnahmen des Klimapakets Menschen mit niedrigen Einkommen in nahezu allen Bereichen stärker belasten als Bürger der höheren Einkommensgruppen:
- So würden Geringverdiener beispielsweise stärker von „der CO2-Bepreisung von Kraft- und Heizstoffen“ belastet, da sie einen höheren prozentualen Anteil ihres Einkommens für die entsprechende Grundversorgung aufbringen müssen.
- Das DIW schätzte, dass die „durchschnittlichen Belastungen“ der unteren Einkommensdezile bei der tatsächlichen Durchsetzung des Klimapakets „auf über ein Prozent des Haushaltsnettoeinkommens steigen“ (im Gegensatz zu nur 0,4 Prozent bei den höheren Einkommensgruppen).
- Geringerverdiener mit besonders langen Arbeitswegen würden darüber hinaus doppelt benachteiligt, da mögliche Einsparungen durch die Pendlerpauschale bei ihnen geringer ausfallen.

Trotz der Benachteiligung von Menschen mit geringen Einkommen trägt das Klimapaket laut Claudia Kemfert vom DIW Berlin nur wenig zum Klimaschutz bei: „Wir haben errechnet, dass es bei einem Preis von zehn Euro die Tonne so gut wie keine Lenkungswirkung gibt.“
Einer Bewertung von Wissenschaftlern des Mercator-Instituts und des Potsdam-Instituts für Klimafolgenforschung zufolge war der CO2-Preispfad zu kurz und zu niedrig, um eine für das Klimaziel 2030 ausreichende Lenkungswirkung zu entfalten. Schon vorher könnte er zu einer Verletzung der Ziele Deutschlands im Rahmen der EU-Lastenteilung führen. Die Analyse konstatierte eine soziale Schieflage: Der Ausgleich für ärmere Haushalte sei unzureichend, die Mittelschicht werde am stärksten belastet. Besonders gutverdienende Pendler mit langen Wegen würden von der vorgesehenen Fernpendlerpauschale profitieren. Pläne der Bundesregierung, sich für einen Mindestpreis im EU-Emissionshandel und dessen Ausweitung auf die Sektoren Verkehr und Gebäude einzusetzen, wurden begrüßt. Das Mandat des im Rahmen eines Fortschrittsmonitoring geplanten Expertenrats wurde als schwach angesehen.
Das Umweltbundesamt stellte fest, dass die geplanten Abstandsregeln für Windkraftanlagen die deutschen Klimaziele gefährden würden. Ein Anteil von 65 Prozent Strom aus erneuerbaren Energien bis 2030 könne bei einem Abstand von mindestens 1000 Metern zu Wohnbebauung nicht erreicht werden.

### Reaktionen

#### Wissenschaftler
- Die Wissenschaftlervereinigung Scientists for Future zeigten sich in einer Pressemitteilung „entsetzt über das Klimapaket“. Die Maßnahmen seien „absolut ungenügend“ und würden „der Dringlichkeit der Klimakrise sowie den anzustrebenden Reduktionszielen nicht gerecht“. Die Reduktionsziele der Bundesregierung reichten „bei weitem nicht aus, um den deutschen Beitrag zum 1,5-Grad-Ziel des Pariser-Klimaabkommens zu leisten“. Die vom Klimakabinett vorgestellten Maßnahmen seien „inkonsistent“ und es fehle „an ausreichendem Willen, um Innovationen in treibhausgasarme Produkte und den nötigen gesellschaftlichen Umbruch anzustoßen“. Insbesondere sei „der vorgesehene CO2-Preis kurz- und langfristig deutlich zu niedrig angesetzt […], um Steuerungswirkungen entfalten zu können“.[13]
- Christian Flachsland, Nachhaltigkeitsforscher von der Hertie School of Governance äußerte: „Das Klimaschutzpaket ist ein Ausdruck klimapolitischer Mutlosigkeit.“[10]
- Ottmar Edenhofer, Leiter des Potsdam-Instituts für Klimafolgenforschung (PIK), kritisierte die Beschlüsse fast wortgleich als „Dokument der politischen Mutlosigkeit“, wies darauf hin, dass „mit dieser Entscheidung […] die Bundesregierung die selbst gesteckten Klima-Ziele für 2030 nicht erreichen [wird]“, und forderte einen CO2-Einstiegspreis von 50 Euro pro Tonne.[14] Der vorgelegte Plan sei „bestenfalls die Andeutung einer Richtungsänderung“.[15]
- Anders Levermann (PIK) äußerte, dass die Erreichung von null Emissionen bis 2050 mit einem Einstiegspreis von 10 Euro pro Tonne CO2 nicht möglich sei: „Dieses Eckpunktepapier ist ein klares Politikversagen. Wir brauchen jetzt keine politischen Kompromisse, sondern Reduktionen.“ Deutschland habe schlicht keine Zeit mehr für das Ausprobieren einer Vielzahl von Förderungen und Anreizprogrammen, sondern müsse „in den nächsten zehn Jahren einen gewaltigen Umbau anschieben“. Es sei nicht mehr möglich, so weiterzumachen wie bisher, denn dann „fliegt uns alles um die Ohren“.[10]
- Stefan Rahmstorf (PIK) kritisierte, dass die Regierung versprochen habe, kein „Pillepalle“ mehr abzuliefern, das Paket aber genau wieder Pillepalle sei. Zudem kritisierte er das Ignorieren wissenschaftlicher Ratschläge durch die Regierung. Es sei, „als ob der Arzt bei einer akuten und lebensgefährlichen Infektion eine Kur mit Antibiotika verschreibt, ab sofort 5 Tabletten pro Woche, dann steigern. Und du tust erstmal eine Woche gar nichts, dann nimmst du eine Tablette in der Woche, und in der nächsten Woche 2.“[16]
- Friederike Otto, Leiterin des Environmental Change Institutes der University of Oxford: „Es ist extrem enttäuschend zu sehen, dass die Bundesregierung weiterhin Politik aus Angst vor der Veränderung macht. Es wird also ganz schnell ein neues Klimapaket geben müssen und damit ist nichts erreicht, der nötige Schritt weiter verzögert.“[17]
- Mojib Latif vom Helmholtz-Zentrum für Ozeanforschung Kiel zeigte sich „entsetzt ob der Tatsache, dass da so gut wie gar nichts beschlossen wurde“, und ergänzt: „Deutschland zeigt, dass es mal wieder ein Bremser bei der Klimapolitik ist.“[18] Das Paket sei fast eine „Nullnummer“. Mit den darin vorgesehenen „Mini-Schritten“ könnten die Klimaschutzziele nicht erreicht werden.[16]
- Manfred Fischedick vom Wuppertal Institut für Klima, Umwelt, Energie kritisiert die Höhe des beschlossenen CO2-Preises: „Der Startpreis liegt bei zehn Euro pro Tonne CO2. Wie soll hierdurch eine Lenkungswirkung erzielt werden?“[18]
- Volker Quaschning, Mitinitiator von Scientists for Future, sagte Medien, er erkenne in dem Eckpunktepapier „keine Logik und keinen Sachverstand“. Die Regierung tue so, „als ob wir 200 Jahre Zeit hätten. Dann wären die Maßnahmen gut, aber nicht bei 15 Jahren“. Zudem kritisierte er, dass die CO2-Bepreisung zu spät komme und viel zu niedrig sei. Die Regierung habe „sich nicht einmal getraut, diesen Mikroschritt in diese Legislaturperiode zu legen“.[19] In einer ersten Reaktion bei Twitter nannte er die Ergebnisse „Lustlos, visionslos, existenzbedrohend für unsere Kinder“. Man müsse als Wissenschaftler eigentlich sachlich bleiben, aber er könne jetzt „gar nicht so viel essen, wie ich nach dem #Klimaschutzpaket kotzen möchte“.[20]
- Brigitte Knopf kritisierte die aus wissenschaftlicher Sicht unzureichende Höhe des CO2-Preises: „Nach unseren Berechnungen müsste der CO2-Preis von Anfang an deutlich höher liegen, sonst verfehlt Deutschland seine Klimaziele.“ Anstelle von 10 Euro pro Tonne 2021, die bis 2025 auf 35 Euro pro Tonne steigen sollen, wäre ein Einstiegspreis von 50 Euro notwendig, der bis 2025 auf etwa 80 Euro pro Tonne steigen müsste.[21]

#### Politische Positionen
- Als Haushaltsexperte kritisiert Sven-Christian Kindler von Bündnis 90/Die Grünen den ausgehandelten Kompromiss zum Klimapaket und zieht folgendes Fazit: „Diese Bundesregierung hat völlig versagt bei der Menschheitsaufgabe Klimaschutz“, u. a. weil der Staat trotz zusätzlicher Investitionen in Höhe von 26 Milliarden „jedes Jahr 57 Milliarden für klimaschädliche Subventionen“ verfeuere.[22] Annalena Baerbock, Parteivorsitzende von Bündnis 90/Die Grünen, kritisierte das Maßnahmenpaket als „eine Abkehr von den Pariser Klimazielen und von unserer Zukunft.“[23] Ihr Kollege Robert Habeck bemängelte die geplante Erhöhung der Pendlerpauschale von 30 auf 35 Cent pro Kilometer: Sie zehre die „ohnehin kaum wahrnehmbare Lenkungswirkung beim CO2-Preis auf Benzin und Diesel in den ersten Jahren komplett auf“. Gut verdienende Pendler würden dadurch sogar steuerlich mehr entlastet als belastet. Darüber hinaus kritisierte er: „Und sie schafft keinen neuen Bahnhof, keine zusätzliche Zugverbindung, keinen verlässlicheren Takt, um vom ländlichen Raum bequem zur Arbeit zu kommen.“ Spitzenverdiener profitierten viel stärker als Normalverdiener, Geringverdiener gingen leer aus.[24]
- Jörg Meuthen, AfD-Bundessprecher, äußerte: „Deutschlands CO2-Emissionen machen gerade mal zwei Prozent des weltweiten CO2-Ausstoßes aus. Merkels Klimakabinett könnte also Deutschlands gesamte Industrie abschaffen, alle Autos und Kraftwerke stilllegen, und das alles hätte keine messbaren Auswirkungen auf das Weltklima.“ Zudem ergänzte er: „Der geballte Irrsinn“ der Bundesregierung beruhe „auf der Klimareligion ökosozialistischer Schulschwänzer und deren linksgrüner Hintermänner“.[25] Alice Weidel, Vorsitzende der AfD-Bundestagsfraktion twitterte: „Verbot von Ölheizungen, Verteuerung von Heizöl, Benzin, Diesel, Kohle und Erdgas: Die Bürger werden gnadenlos für eine Ideologie ausgepresst!“[26]
- Die FDP äußert wegen der klimaschädlichen Produktion von Elektroautos Zweifel an den beschlossenen Maßnahmen.[27] Linda Teuteberg, Generalsekretärin der FDP, konstatiert: „Klar ist, das zeichnet sich leider schon ab, dass es ein Sammelsurium unkoordinierter Einzelmaßnahmen ist.“ Sie fordert stattdessen „ein einfaches System der CO2-Bepreisung“.[26]
- Lorenz Gösta Beutin, klimapolitischer Sprecher der Linken, beschrieb die Ergebnisse als „leere Hülle, weil Anreize und Emissionshandel nicht ausreichen, um die Dekarbonisierung schnell genug zu schaffen.“[23]
- Der Bundesrechnungshof kritisierte in einem Bericht an den Haushaltsausschuss, dass die im Klimapaket geplanten Steuerermäßigungen für eine energetische Gebäudesanierung vor allem Gutverdiener bevorzugen würden.[28]

#### Umweltverbände
- Kai Niebert, Präsident des Deutschen Naturschutzrings (DNR) stufte den beschlossenen CO2-Preis als „wirkungslos“ ein.[29]
- Sascha Müller-Kraenner, Bundesgeschäftsführer der Deutschen Umwelthilfe sagte: „Was das Klimakabinett heute präsentiert hat sind lediglich Luftbuchungen und leere Versprechungen. Vor wesentlichen Entscheidungen drücken sich Kanzlerin Merkel und die Minister des Klimakabinetts erneut herum.“[30]
- Lisa Göldner von Greenpeace urteilte, dass die Große Koalition keinen Klimaschutz könne und der Union und der SPD „offensichtlich der Mut“ fehle, „unsere Zukunft zu sichern“. Die Organisation fordert die Bundesregierung auf das Papier zurückzunehmen und ein neues Klimapaket zu erarbeiten, das den Herausforderungen der Klimakrise gerecht werde.[31]

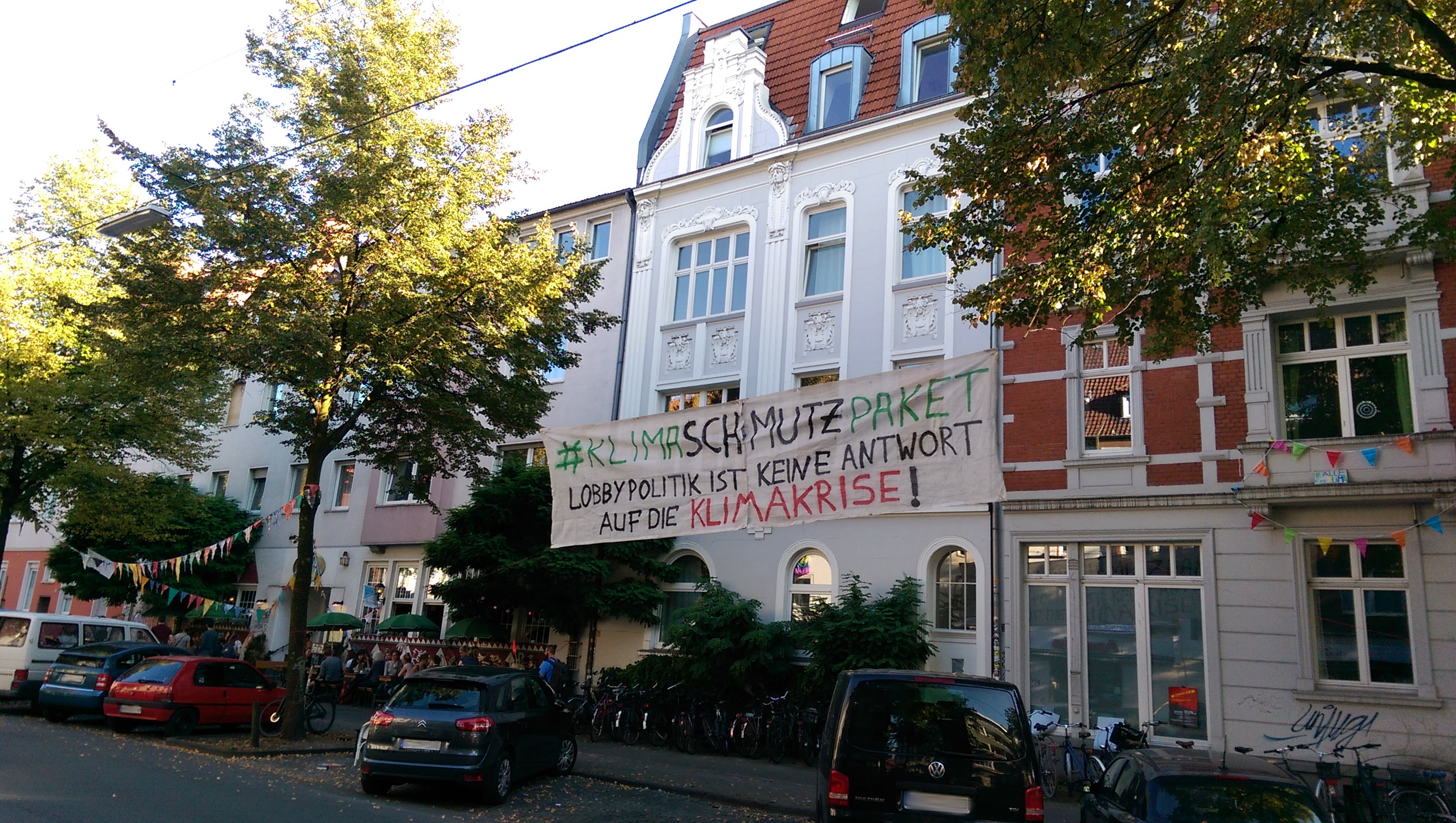
In Münster aufgehängtes Banner übt Kritik an dem am 20. September 2019 beschlossenen Klimapaket

#### Klimaaktivisten
- Die „Fridays for Future“-Bewegung bezeichnete in einem offenen Brief das Klimapaket als eine „politische Bankrotterklärung“. Mit dem Eckpunktepapier ignoriere die Bundesregierung den Wunsch Hunderttausender junger Menschen nach einer lebenswerten Zukunft, die Weckrufe aus der Wissenschaft und aus breiten Teilen der Bevölkerung. Die Aktivisten verlangten eine grundlegende Überarbeitung.[32]

- Ende Gelände hatte eine Massenaktion zivilen Ungehorsams für das Wochenende vom 29. November bis 1. Dezember 2019 im Lausitzer Braunkohlerevier angekündigt.[33][34] Wie angekündigt blockierten am 30. November mehrere tausend Aktivisten den brandenburgischen Tagebau Welzow-Süd und den seit September 2019 vorerst stillgelegten Tagebau Jänschwalde sowie im sächsischen Tagebau Vereinigtes Schleenhain.[35] Fridays for Future und die Initiative „Alle Dörfer bleiben“, die sich gegen das Abbaggern von Ortschaften richtet, unterstützten die Aktionen.[36]

#### Bevölkerung
- Laut einer Umfrage des Meinungsforschungsinstituts Emnid unter 500 Personen für Bild am Sonntag wurden einzelne angekündigte Maßnahmen zwar positiv bewertet (so begrüßten z. B. 87 Prozent die Senkung der Mehrwertsteuer auf Bahn-Fahrkarten und 68 Prozent höhere Steuern auf Flugtickets), allerdings hielt nur rund ein Drittel der Befragten das Klimapaket als Ganzes für einen wirksamen Beitrag zur Bekämpfung des Klimawandels.[37]
- Gemäß einer am 27. September veröffentlichten Umfrage des Politbarometers hielten 53 Prozent der Befragten die im Klimapaket beschlossenen Maßnahmen für unzureichend. Hingegen begrüßte nur ein Drittel die geplante Erhöhung der Preise für Benzin und Diesel.[38]

## Ergebnis des Vermittlungsausschusses

### Änderungen
Nach Kritik aus dem Bundesrat kündigte die Bundesregierung bereits im November 2019 Nachbesserungen am Klimapaket an. CO2-intensive Unternehmen sollten entlastet werden.
Der Bundesrat beschloss am 29. November 2019, zu dem geplanten Gesetz, das die Maßnahmen des Klimapaketes im Steuerrecht umsetzen sollte, den Vermittlungsausschuss anzurufen. Am 18. Dezember kam es zu einer Einigung. Unter anderem wurde die Lastenverteilung zwischen Bund und Ländern geändert, die Länder sollen eine Kompensation in Höhe von 1,5 Mrd. Euro für Mindereinnahmen erhalten. Die Fernpendlerpauschale soll in den Jahren 2024–2026 um weitere 3 Cent erhöht werden. Die Bundesregierung will im Einvernehmen mit dem Bundesrat im 1. Quartal 2020 Maßnahmen erarbeiten, um die Akzeptanz von Windenergieanlagen zu verbessern; dazu soll vor allem eine Beteiligung der Kommunen an den Erträgen gehören.
Die Bundesregierung sicherte ferner zu, mittels einer Änderung des Brennstoffemissionshandelsgesetzes im Frühjahr 2020 deutlich höhere CO2-Preise zu beschließen. Der Preis soll demnach 2021 nicht auf 10, sondern bereits auf 25 Euro pro Tonne festgelegt werden und bis 2025 auf 55 Euro pro Tonne (anstelle von zuvor 35 Euro pro Tonne) ansteigen. Anschließend erfolgt die Preisbildung durch den Handel mit Emissionszertifikaten, wobei die Gesamtmenge der Zertifikate entsprechend der Klimaziele begrenzt werden soll. Im Jahr 2026 soll der Preis in einem Korridor von 55 bis 65 Euro schwanken können. Die zusätzlichen Einnahmen sollen vollständig zur Senkung der EEG-Umlage und zur Finanzierung der höheren Fernpendlerpauschale ab 2024 verwendet werden.

### Analysen

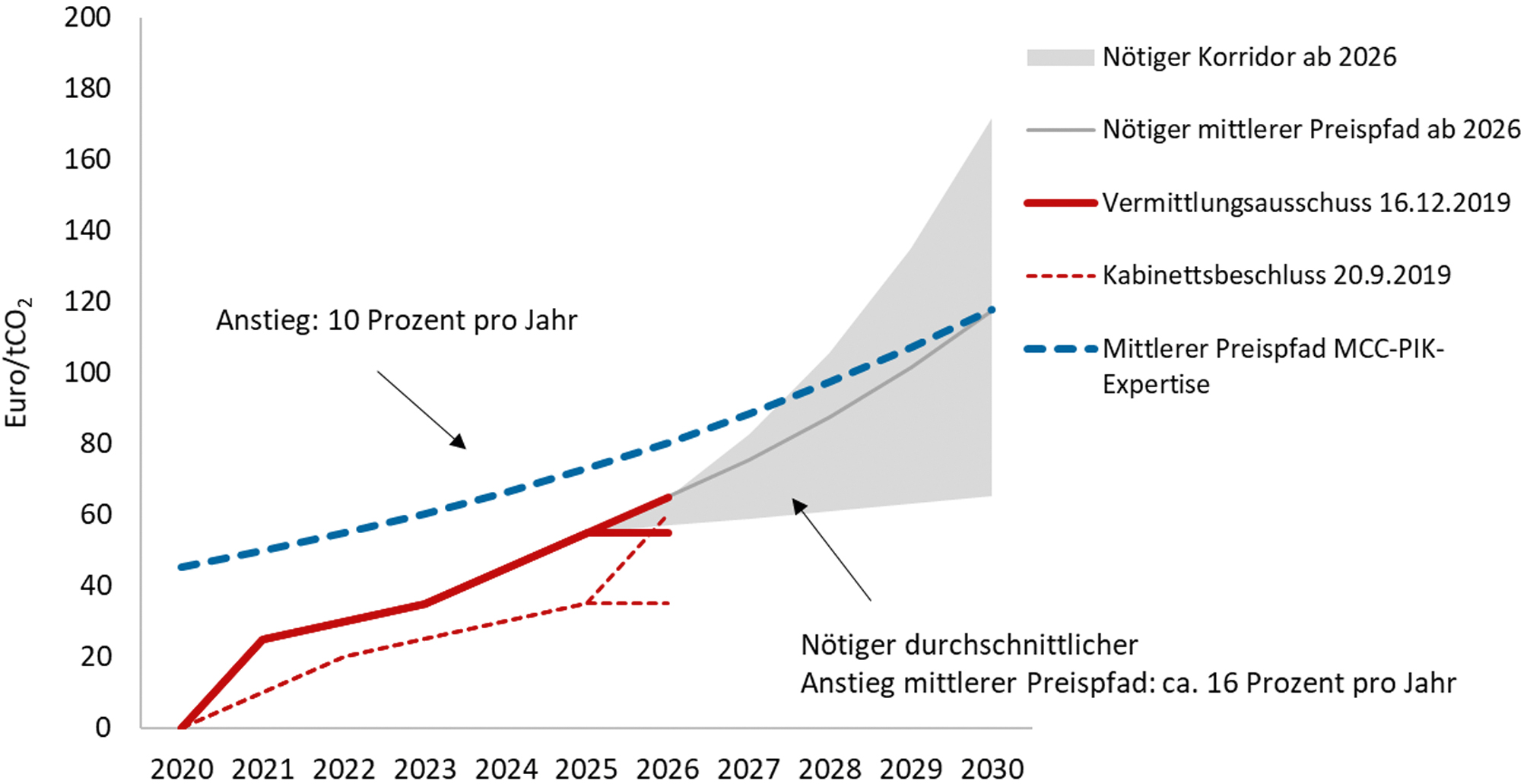
Preispfade: 1. wie September 2019 beschlossen (bis 2026, untere Linie, gestrichelt), 2. Beschlusslage Dezember 2019 (bis 2026, obere rote Linie), 3. wie zur Einhaltung der Klimaziele voraussichtlich nötig (2026–2030, grau)

Einer Analyse der Wirtschaftswissenschaftler Ottmar Edenhofer, Matthias Kalkuhl und Axel Ockenfels zufolge beseitigen die Anpassungen teilweise die soziale Schieflage der Vorschläge vom September. Trotz der höheren Preise sei das geplante System aber immer noch unzulänglich: Die Preise seien immer noch zu niedrig, um die europäischen Verpflichtungen einzuhalten, zumal die europäischen Klimaziele weiter verschärft werden sollen. Außerdem würden mit der Zeit weniger einkommensstarke Haushalte wieder stärker belastet werden; um die soziale Ausgewogenheit zu wahren, sollten die Einnahmen zunehmend an die Bürger rückerstattet werden, etwa als Klimadividende. Im Vergleich zu den ordnungspolitischen und Fördermaßnahmen hat, so die Wissenschaftler, die CO2-Bepreisung immer noch ein zu geringes Gewicht.
Auch das Deutsche Institut für Wirtschaftsforschung (DIW) kommt in einer Analyse zu dem Ergebnis, dass der CO2-Preispfad allein immer noch nicht reicht, um die Emissionsminderungsziele für 2030 im Verkehrssektor einzuhalten. Für die Ziele im Gebäudesektor könnten die Preise ausreichend sein. Trotz der zusätzlichen Senkung der Strompreise würde es in Bevölkerungsgruppen mit niedrigem Netto-Einkommen immer noch prozentual zu höheren Belastungen kommen. Das DIW empfiehlt ebenfalls eine Klimadividende als sozialen Ausgleich.

## Umsetzung der Beschlüsse
Die Beschlüsse werden insbesondere umgesetzt durch ein Bundes-Klimaschutzgesetz, ein Gesetz zur Umsetzung des Klimaschutzprogramms 2030 im Steuerrecht und ein Brennstoffemissionshandelsgesetz.